# Luzula kjellmaniana
Luzula kjellmaniana är en tågväxtart som beskrevs av Kingo Miyabe och Yoshun Kudo. Luzula kjellmaniana ingår i Frylesläktet som ingår i familjen tågväxter. Inga underarter finns listade i Catalogue of Life.